# Lea Steppe

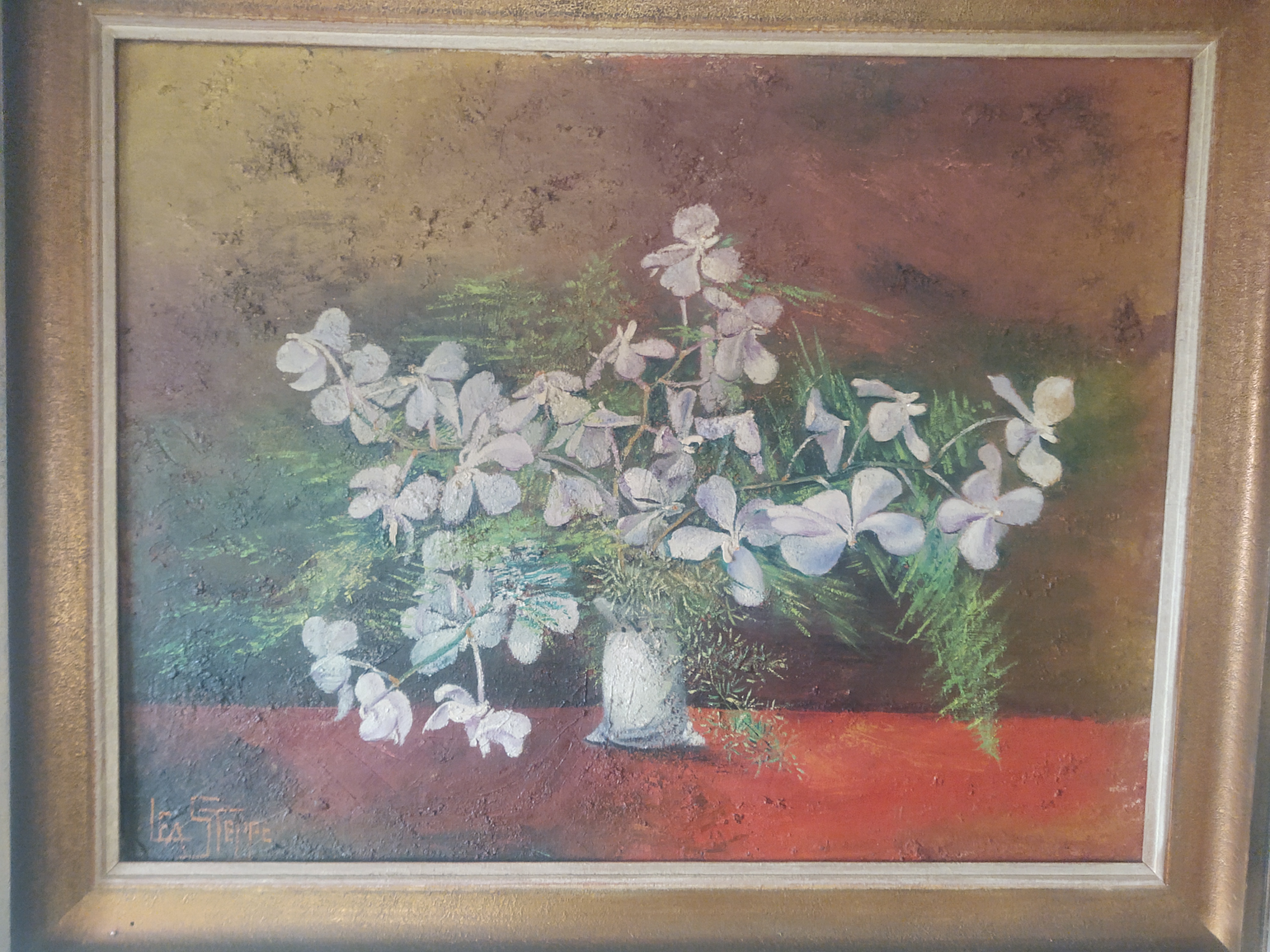
Stilleven met bloemen

Lea Steppe (Nieuwkerken-Waas, 15 maart 1906 - Sint-Niklaas, 29 januari 2003) was een Belgisch kunstenares.

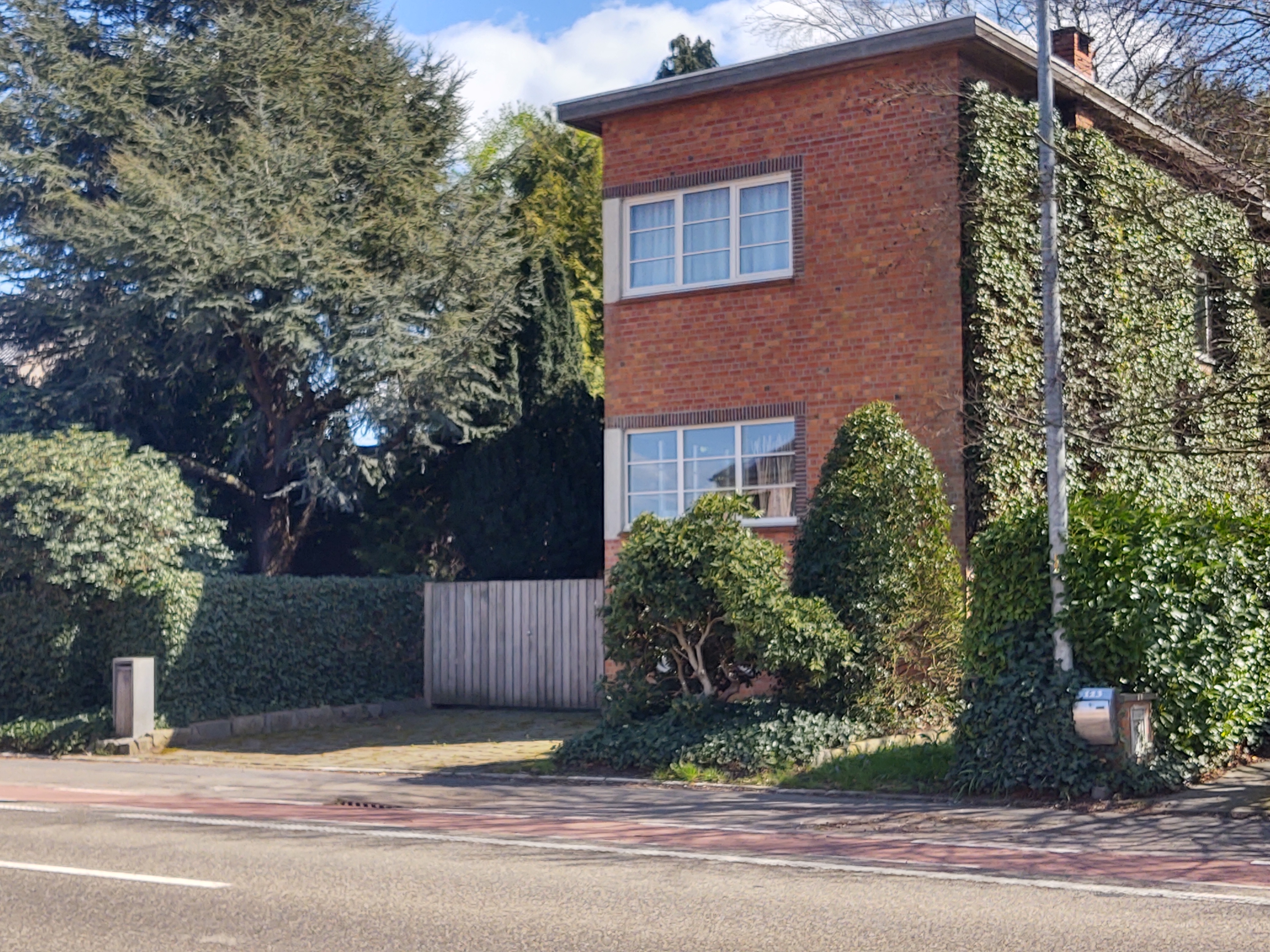
Huize grashalm anno 2024 bouwjaar 1936

## Levensloop
Geboren in het kunstminnend gezin van Raoul Steppe, musicoloog en pianoleraar vijftig jaar koster en organist in Nieuwkerken-Waas, en Elodie Van Buynder. Op jonge leeftijd kreeg Lea 4 jaar privéles van Piet Staut kunstschilder uit Beveren. 1923 slaagde ze voor het ingangsexamen aan het Hoger Instituut voor Plastische kunsten Antwerpen.  Ze krijgt les van Isidoor Opsomer, Albert Ciamberlani en Gustave Van de Woestijne.  Lea studeert samen met Sander Wijnants uit Mechelen.
1933 Lea Steppe huwt met Sander Wijnants (kunstschilder-glazenier).  1936 verhuizen ze naar "Huize Grashalm" Klapperbeekstraat Sint-Niklaas.  1944 Sander Wijnants wordt geschorst als directeur en leraar aan de kunstacademie van Sint-Niklaas.  Van dan af worden op "Huize Grashalm" regelmatig tentoonstellingen gehouden. Sander en Lea geven privéles glazenier en schilderkunst. Vader Raoul Steppe (1881 - 1975)  geeft pianolessen.  December 1953 sterft Sander Wijnants op 50-jarige leeftijd.

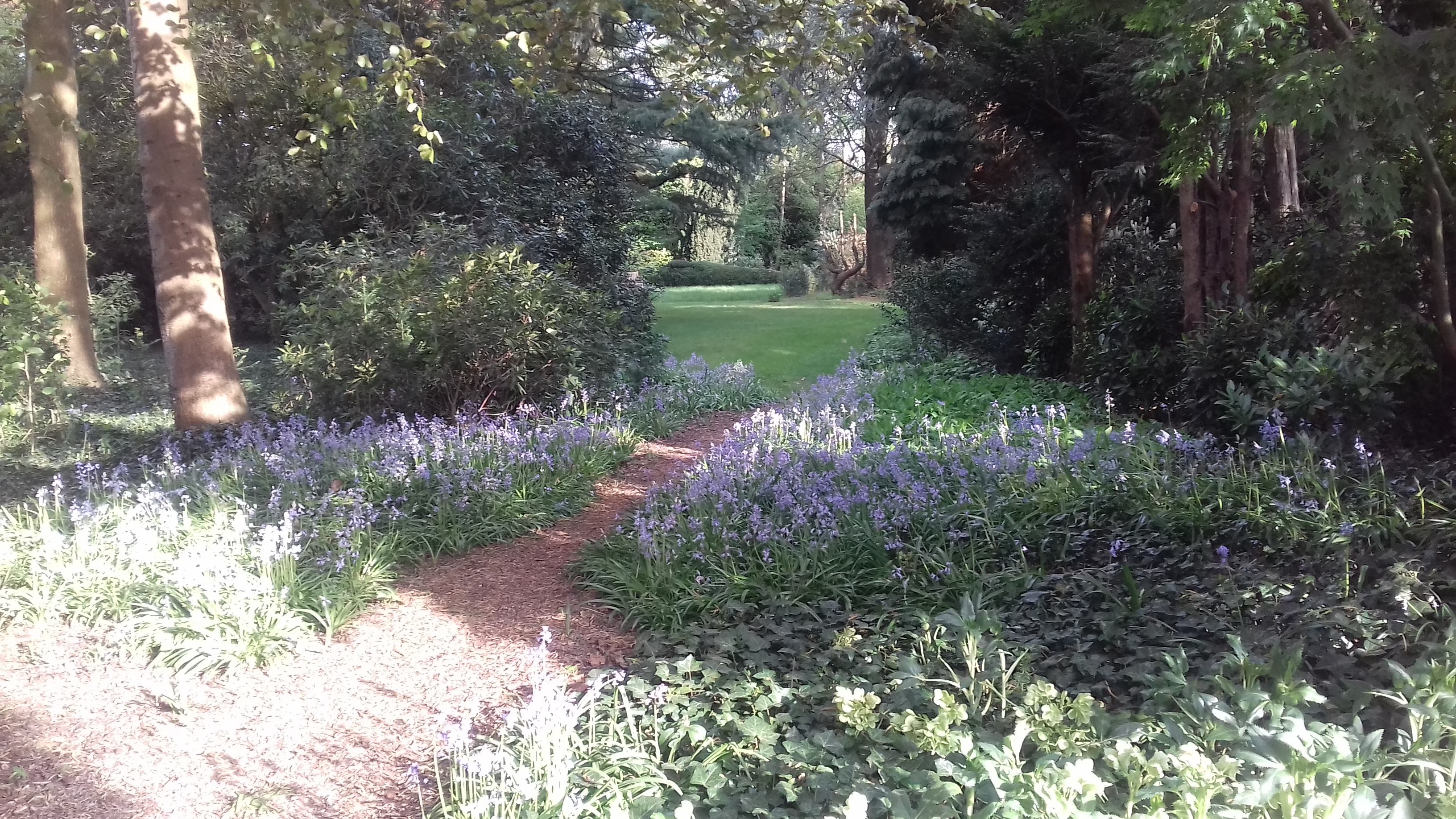
Parktuin Huize grashalm anno 2018

1955 Lea Steppe huwt met Karel Aubroeck beeldhouwer/schilder. 1960 "Huize Grashalm" wordt uitgebreid met een nieuw aangelegde parktuin en vijver.  1977  Karel en Lea scheiden en gaan elk hun eigen weg.
15 maart 1981 Lea Steppe 75 jaar wordt gevierd met een tentoonstelling georganiseerd door de kunstkring Sander Wijnants van Nieuwkerken-Waas.
Lea Steppe blijft wonen in "Huize Grashalm" tot 1996 dan verhuist ze naar het rustoord Albert-Elisabeth in Sint-Niklaas waar ze op 29 januari 2003 overlijdt.
September 2002 retrospectieve Raoul & Lea Steppe georganiseerd door Deelculturele Raad Nieuwkerken-Waas.

## Kunstenaarskringen[4]
Het leven van Lea steppe is een leven van en met kunstenaars.  Muzikanten, kunstschilders en schrijvers waren nooit ver weg.  Ze had samen met haar twee kunstenaars-echtgenoten een uitgebreide kring van kennissen die geregeld "Huize Grashalm" opzochten. Enkele namen Rene Vander Borght musicus lid van Nederig Streven, schilders Piet Staut, Jef De Pauw, Constant Permeke, Letterkundigen Justijn Verhaert, Maurits Neels, Marnix Gijsen, Anton Van Wilderode.

## Kunstenares Lea Steppe[5]

### Schilderen en tekenen

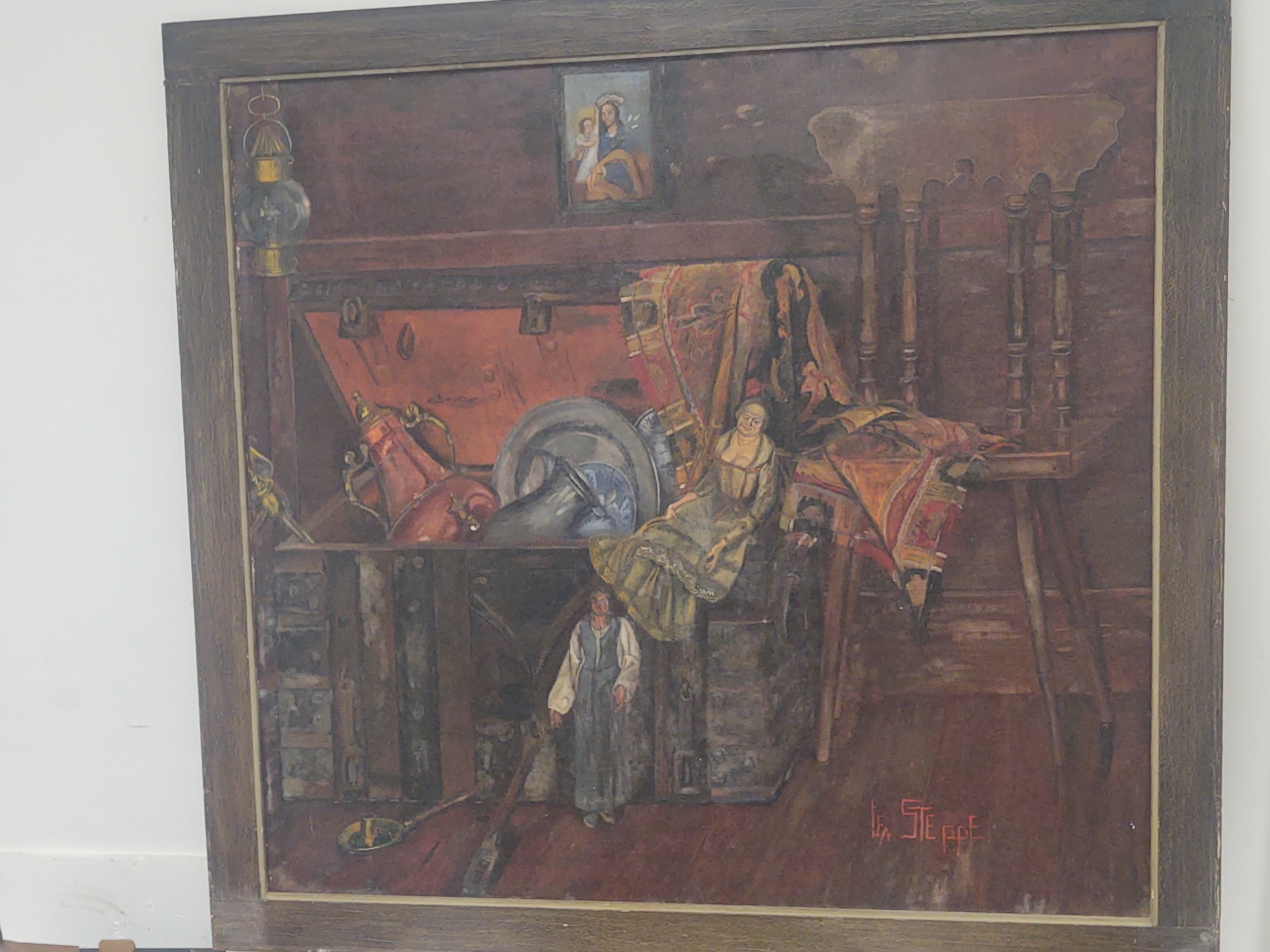
Poppen een favoriet onderwerp in schilderijen van Lea Steppe

Lea Steppe had een lange carrière als kunstschilder. Portretten, bloemstukken, stillevens, interieurs en poppen waren haar favoriete onderwerpen. Lea had een uitgebreide verzameling poppen.

### Lea als glazenier
Met Sander Wijnants als leermeester ontwikkelde Lea haar vaardigheden in het maken van gebrandschilderde glasramen, eerst kleine en later meer complexe werken. Na de dood van Sander bleef Lea glasramen maken, geïnspireerd door zijn motieven en onderwerpen.

### Restauraties
Restaureren van oude schilderijen was sinds haar academietijd een interessegebied. Ze restaureerde diverse werken, zoals:
- Een altaarstuk in Yvoir
- Bloemstukken in de pastorij van Oppem

- Mariastukken in Brussegem

- Een reusachtige Kruisiging in de kerk van Hoegaarden

- De Kruisafdoening in de kerk van Nieuwkerken-Waas

- Waardevolle werken in de kapel van O.L.V.-kliniek in Aalst

### Huize Grashalm
Lea verbleef van 1936 tot 1996 in “Huize Grashalm”. Sander kreeg een voorstel om in Brussel te gaan wonen en later was ze getrouwd met Karel Aubroeck, die een schitterende villa had in Temse. Lea was echter niet te overtuigen om te verhuizen; ze verkoos Nieuwkerken-Waas en genoot al die jaren van het huis en de mooie tuin. Lea schilderde tot haar 85ste jaar. De laatste jaren van haar carrière waren moeilijke jaren. Ze betaalde vaak de bakker, beenhouwer en groenteman met een schilderij of glasraam, op die manier vonden vele werken van Lea hun weg onder de Wase goegemeente.